# ایرانیان آلمان
ایرانیان آلمان (به آلمانی: Iraner in Deutschland) شامل مهاجرهای آمده از ایران به آلمان و همچنین فرزندان آن‌ها با ریشه یا پیشینه ایرانی هستند.
ایرانیان در آلمان با نام‌هایی چون ایرانی-آلمانی یا پارسی-آلمانی و گاهی پرشین (در اشاره به نام‌های پیشین ایران) نامیده می‌شوند. نام‌های مشابهی چون Iranisch Deutsch و Persisches Deutsch را نیز می‌توان در رسانه‌های آلمانی‌زبان یافت. در سال ۲۰۲۲، اداره آمار فدرال آلمان تخمین می‌زد که نزدیک ۳۰۴ هزار ایرانی در آلمان زندگی می‌کنند.
ایرانیان آلمان، بیشتر در شهرهای هامبورگ، برلین، فرانکفورت، کلن، دوسلدورف، مونیخ، اسن، اشتوتگارت، دویسبورگ و دورتموند پراکنده هستند و در زمینه‌های بازرگانی، پزشکی، مهندسی، هنری، مد و پوشاک، موسیقی، ورزشی و… فعالیت می‌کنند. زمینه مد و پوشاک، بیشتر در دهه‌های ۲۰۰۰ و ۲۰۱۰ به‌ویژه برای زنان ایرانی رشد داشت و موجی از مدل‌های زن ایرانی در این سال‌ها به این کشور وارد شدند. اما مهندسی از دوره رضاشاه پهلوی، همواره یک هدف اصلی برای ایرانیان آلمان بود.
در بهمن ۱۴۰۰، رصدخانه مهاجرت ایران بر پایه آمارهای بانک جهانی و شورای عالی امور ایرانیان خارج از کشور اعلام کرد تا سال ۲۰۲۰ کشور آلمان با ۱۵۲٬۵۹۰ مهاجرِ زاده ایران، نخستین مقصد مهاجران ایرانی به اروپا است. همچنین در سال ۲۰۲۰ بیشترین درخواست روادید ثبت‌شده و شمار ویزاهای شنگن صادرشده برای ایرانیان در اروپا از سوی کشورهای آلمان، فرانسه و ایتالیا بوده است.

## جایگاه در آلمان
دید کلی به جامعه ایرانیان آلمان، خوب ارزیابی شده است. به‌عنوان نمونه، گاهی سیاست‌مداران نیز گفته‌اند که بخشی قابل توجه از ایرانیان آلمان، سکولار و تحصیل‌کرده هستند.

## افراد سرشناس

مرکز اسلامی هامبورگ

### دانشمندان
- مجید سمیعی
- رحیم رحمان‌زاده
- نصرت پزشکیان
- کاظم صادق‌زاده
- یونس ایپکچی
- مینو مشرفی
- ناصر کنعانی
- علی گرجی
- شروین فریدنژاد

### هنرمندان

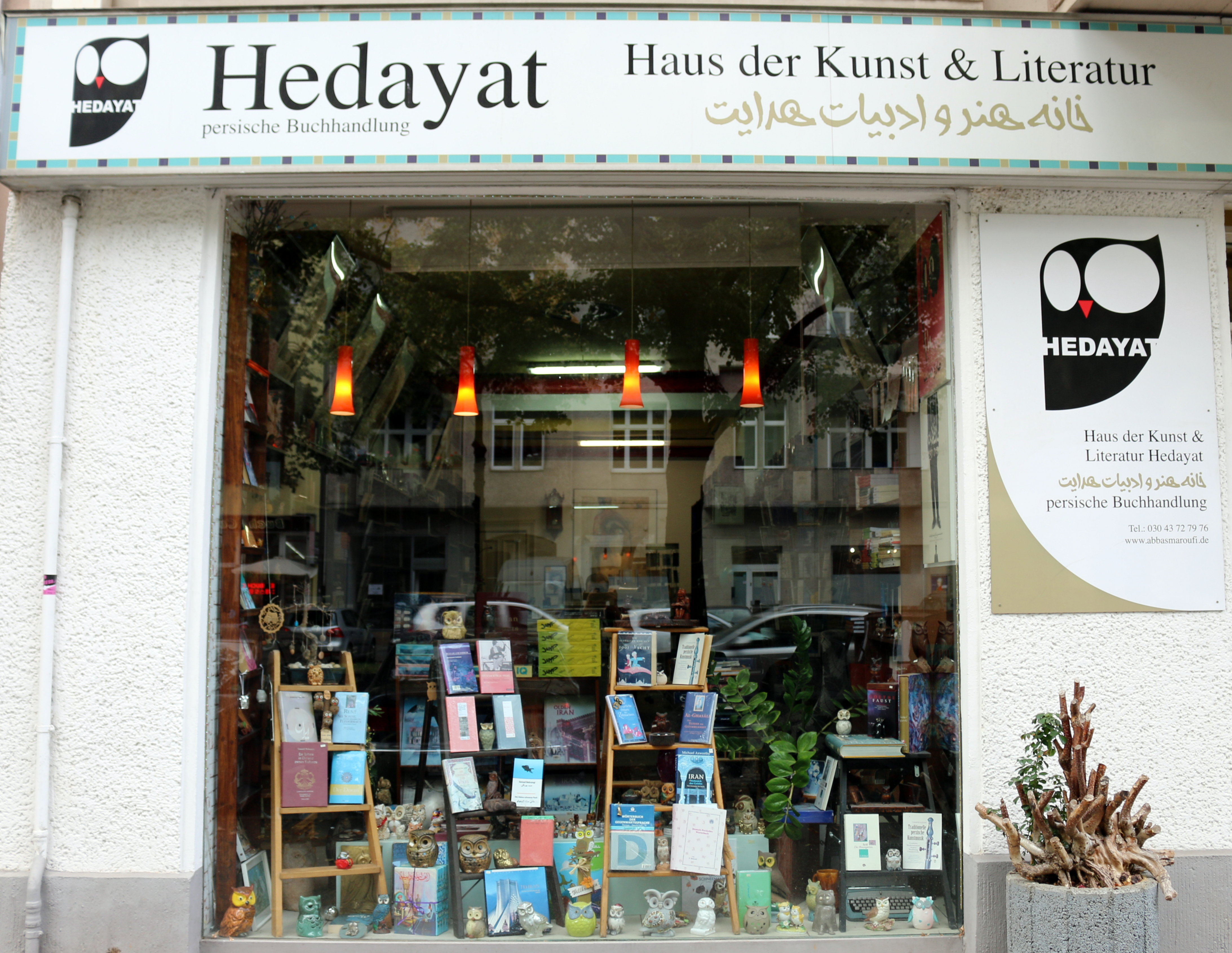
کتاب‌فروشی هدایت در برلین

- هوشنگ ابتهاج
- محمد رسول‌اف
- شقایق دهقان
- مهناز افشار
- فلور نظری
- سیما بینا
- فریدون فرخزاد
- شاهین نجفی
- اردلان سرفراز
- بابک جهانبخش
- سوگند سهیلی
- یاسمین طباطبایی
- انیسا امانی
- پگاه فریدونی
- مریم زارع
- ملیکا فروتن
- نرگس رشیدی
- نیما شعبان‌نژاد
- رامین جوادی
- آزاد آزادپور
- الناز نوروزی
- شیرین دیوید
- مهرزاد مرعشی
- آرمن حق‌نظریان
- نوید اخوان

### نویسندگان
- بزرگ علوی
- عباس معروفی
- نوید کرمانی
- بهمن نیرومند
- داریوش شکوف
- نیلوفر بیضایی
- سودابه محافظ
- حسن شریعتمداری
- جمشید فاروقی
- آرامش دوستدار
- شیدا بازیار

### سیاستمداران
- زارا واگن‌کنشت
- امید نوری‌پور
- مینا احدی
- بیژن جیرسرایی
- نرگس اسکندری
- یاسمین فهیمی
- کاوه منصوری
- پارسا مروی

### ورزشکاران
- اشکان دژآگه
- مهدی مهدوی‌کیا
- وحید هاشمیان
- فریدون زندی
- دانیال داوری
- الکساندر نوری
- علیرضا مرزبان
- عزیز اصلی
- امیر شاپورزاده
- محمدرضا عادلخانی
- سارا دورسون

### خبرنگار و رسانه
- شادی امین
- گلینه عطایی
- فردوس فرودستان
- کتایون امیرپور
- مهدی مهدوی آزاد
- جمشید شارمهد
- رضا حقیقت‌نژاد
- میشل عبداللهی
- ناتالی امیری
- نینا مقدم

### دیگر
- شرمینه شهریور
- سمیرا سمیعی
- هادی تهرانی

## در سیاست و رخدادهای ایران
بسیاری از ایرانیان آلمان به اعتراض‌های کشته‌شدن مهسا امینی واکنش نشان دادند. چهره‌هایی از جمله انیسا امانی، یاسمین طباطبایی، سوگند سهیلی، مهدی مهدوی‌کیا، امید نوری‌پور و شاهین نجفی به اعتراض درون ایران علیه نظام جمهوری اسلامی ایران واکنش نشان دادند.
همچنین در همراهی با خیزش ۱۴۰۱ مردم ایران، در تاریخ ۳۰ مهر ۱۴۰۱، بزرگ‌ترین گردهمایی تاریخ ایرانیان در خارج، بر ضد حکومت جمهوری اسلامی با حضور هشتاد هزار نفر در برلین برگزار گردید. بسیاری باور داشتند این، بزرگ‌ترین گردهمایی مخالفان نظام ایران پس از انقلاب ۱۳۵۷ بوده است. تظاهرات‌کنندگان ضد جمهوری اسلامی، توسط افرادی با چاقو مورد حمله گرفتند که پلیس آلمان برخی حمله‌کنندگان را بازداشت کرد.